# Wyszkowo (Trzebiatów)

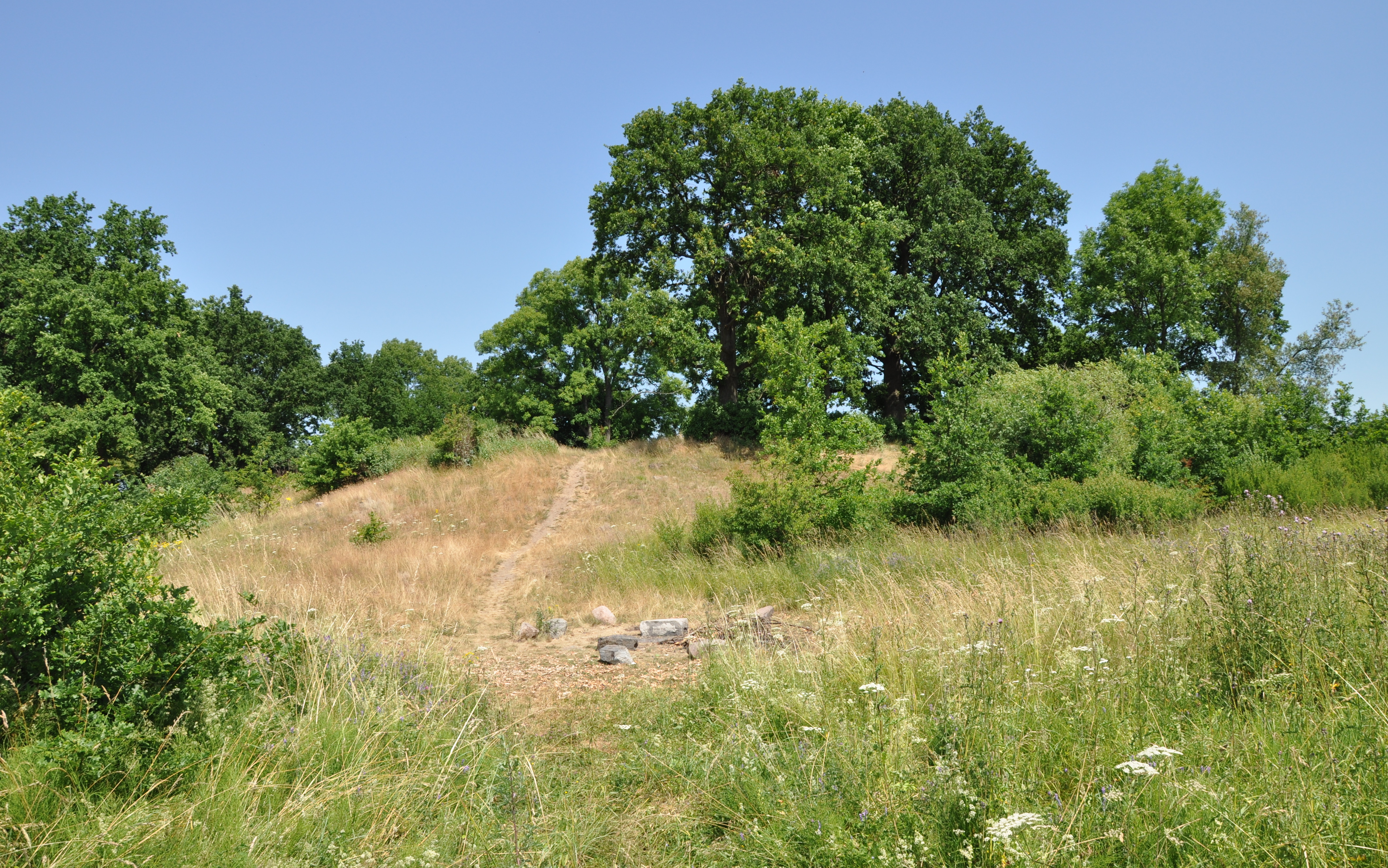
Pagórek od strony Regi

Wyszkowo (także Wyszków, niem. Wischow, Wischower Kirche) – część miasta, wzniesienie klasztorne nad rzeką Regą w Trzebiatowie. Na szczycie znajdują się otoczone starodrzewem ruiny po klasztorze. Zbocza porośnięte są murawą z elementami roślin ciepłolubnych.

## Historia

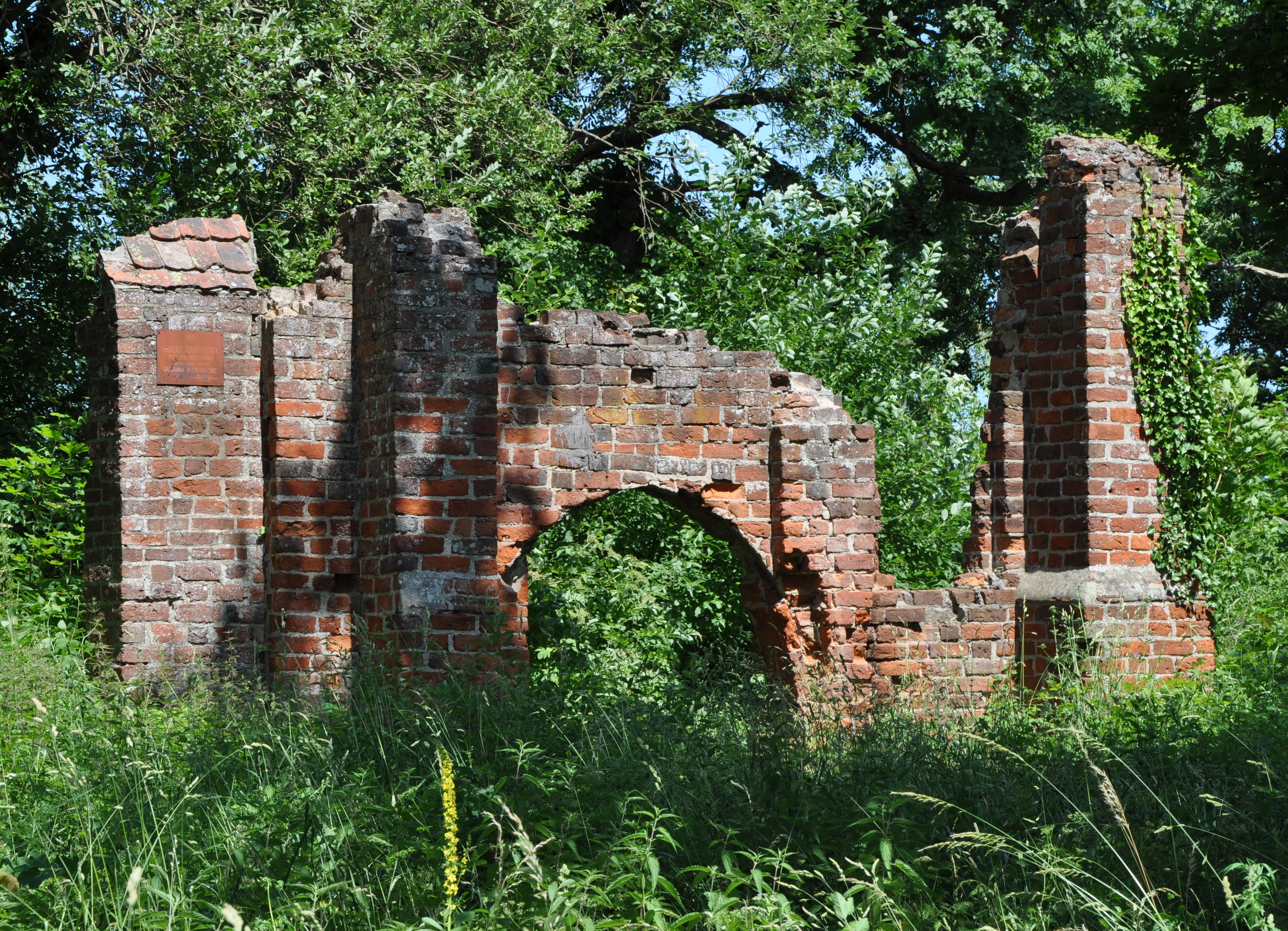
Ruiny kościoła parafialnego

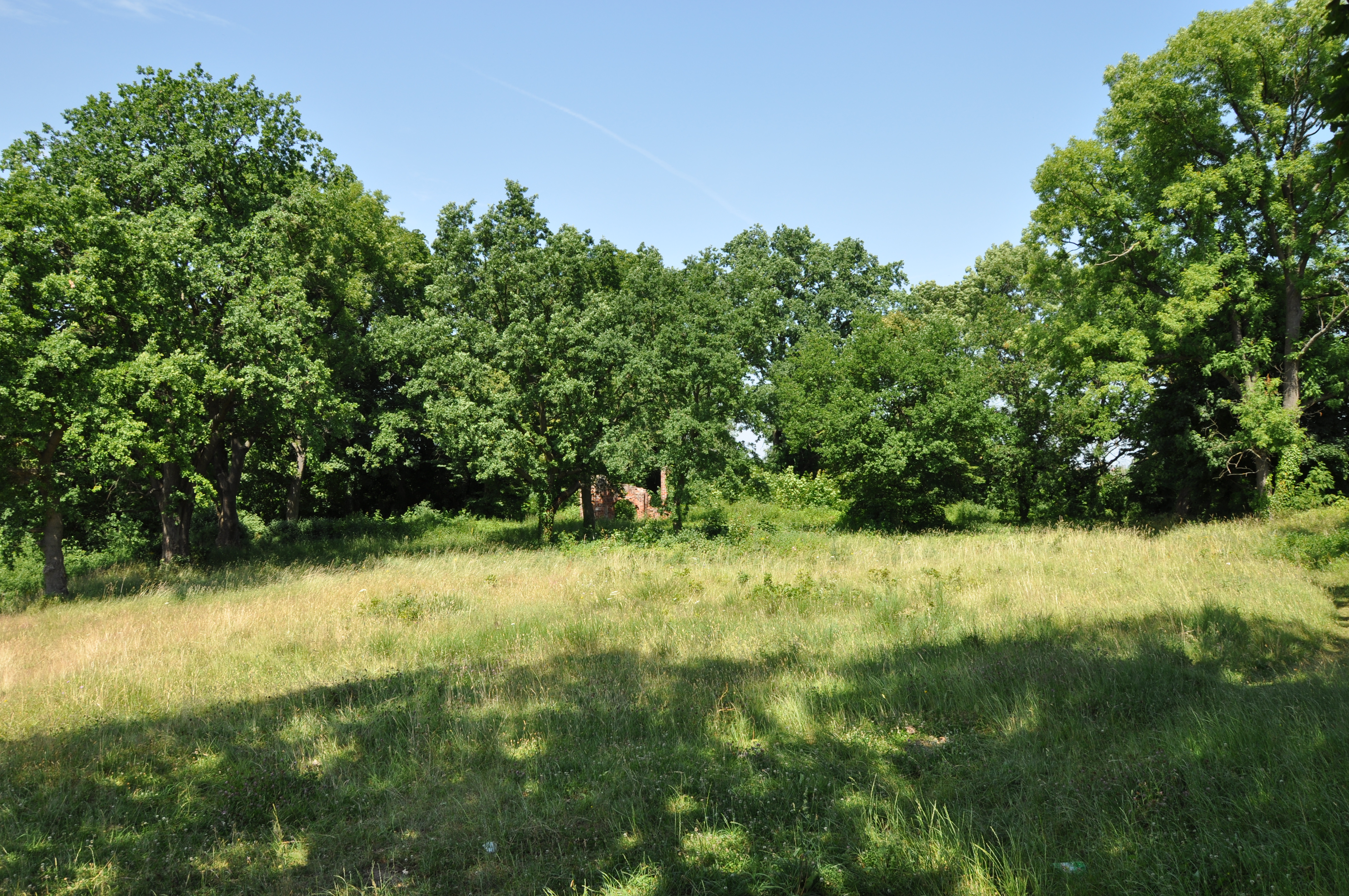
Polana pogórka (kościół między drzewami)

.
Nazwę Wyszkowo wprowadzono urzędowo rozporządzeniem w 1948 roku, zastępując poprzednią niemiecką nazwę Wischower Kirche.